# صوفيا هولت
صوفيا هولت هي رسامة هولندية، ولدت في 24 يونيو 1658 في زفوله في هولندا، وتوفي بنفس المكان في 17 سبتمبر 1734.